# Chemin Roques
Le chemin Roques (en occitan : camin de Ròcas) est une voie de Toulouse, chef-lieu de la région Occitanie, dans le Midi de la France.

## Situation et accès

### Description
Le chemin Roques est une voie publique. Il se trouve au nord du quartier des Sept-Deniers. Il correspond à une partie de l'ancien chemin vicinal no 3, qui allait de Launaguet à Blagnac (actuels chemin de Rispet, chemin de l'Église-de-Lalande, rue, impasse et chemin de la Glacière, chemin de Ginestous, partie du chemin des Sept-Deniers et chemin Roques).
La chaussée compte, entre le chemin de la Garonne et la route de Blagnac, une seule voie de circulation automobile en sens unique, puis, entre le rond-point Pierre-Mounicq et le rond-point Frédéric-Lubin-Lebrère, une voie de circulation automobile dans chaque sens. Elle appartient sur toute sa longueur à une zone 30 et la vitesse y est limitée à 30 km/h. Elle est, dans sa première partie, en double-sens cyclable.

### Voies rencontrées
Le chemin Roques rencontre les voies suivantes, dans l'ordre des numéros croissants (« g » indique que la rue se situe à gauche, « d » à droite) :
1. Chemin de la Garonne
2. Route de Blagnac
3. Rond-point Pierre-Mounicq
4. Impasse de l'Armorial (d)
5. Chemin de Garric (d)
6. Rond-point Frédéric-Lubin-Lebrère
7. Chemin des Sept-Deniers

### Transports
Le chemin Roques est parcouru et desservi, entre le chemin de Garric et le rond-point Frédéric-Lubin-Lebrère, par la ligne de Linéo L1. De plus, il rencontre la route de Blagnac, où se trouvent les arrêts de la ligne de bus 70. Enfin, en 2028 devrait ouvrir à proximité, le long du chemin des Sept-Deniers, la station Sept Deniers - Stade Toulousain, sur la ligne de métro .

## Odonymie
Le chemin a été nommé d'après une ferme et un domaine agricole qu'il longeait, au début du XXe siècle, et qui appartenait à un certain M. Roques. Il avait déjà existé, entre 1864 et 1878, une rue Roques (actuelles rues de Verdun et des Roziers), dans le quartier des Chalets, en mémoire de Joseph Roques (1757-1847), peintre toulousain. Jusqu'en 1935, le chemin a également été désigné, parce qu'il longeait aussi un domaine agricole de ce nom, comme le chemin Douladoure.

## Patrimoine et lieux d'intérêt

### Parc des sports du TOAC
Le Toulouse Olympique Aérospatiale Club (TOAC) est un club omnisports qui regroupe 32 sections sportives. Il est sous la tutelle du comité d'établissement de l'entreprise Airbus. Il est fondé en octobre 1944, à la suite du rapprochement du Toulouse Olympique XV et de l'Omnisports Aviation de Toulouse.
En 1962, le TOAC se dote de nouvelles infrastructures sportives au nord du quartier des Sept-Deniers. Il occupe alors sur une superficie de 62 400 m2 environ, entre le chemin de Garric et le chemin des Sept-Deniers : au nord, les terrains sont limités par un petit chemin qui sépare le parc des Sports de terrains agricoles qui s'étendent jusqu'au chemin Roques. En 1974, l'achat de ces terrains porte la superficie totale à 108 400 m2 environ, permettant d'aménager de nouveaux espaces sportifs. Entre 1990 et 1991, le siège du CSE est construit à l'angle du chemin de Garric et du chemin Roques.

### Maisons
- no  9 : garage Antoine.
Le garage, construit dans les années 1930, est remarquable pour son architecture inspirée du courant Art déco. Le bâtiment possède une ossature en béton armé. Il est couvert d'enduits qui, au niveau du solin, imite un appareil de pierre, mais lisse et de couleur verte sur le reste des murs, sauf les encadrements des fenêtres, la corniche, les angles et le bord du couronnement. Du côté est, la façade est percée de deux fenêtres segmentaires et d'une porte de garage, qui a remplacé en 2011 une porte piétonne plus petite et plus étroite. De plus, la façade conserve deux inscriptions peintes : « Garage Antoine » et « Réparations mécaniques ». Du côté sud, ouvrant sur le chemin Roques, le bâtiment s'ouvre par une large porte charretière. Enfin, le bâtiment, couvert d'un toit-terrasse, est surmonté d'une corniche en béton et couronné d'un garde-corps en brique aux formes irrégulières[4].

- no  20 : maison (deuxième moitié du XIXe siècle).